# Christophorus-Kirche (Hamburg-Hummelsbüttel)
Koordinaten: 53° 38′ 39″ N, 10° 3′ 7,4″ O

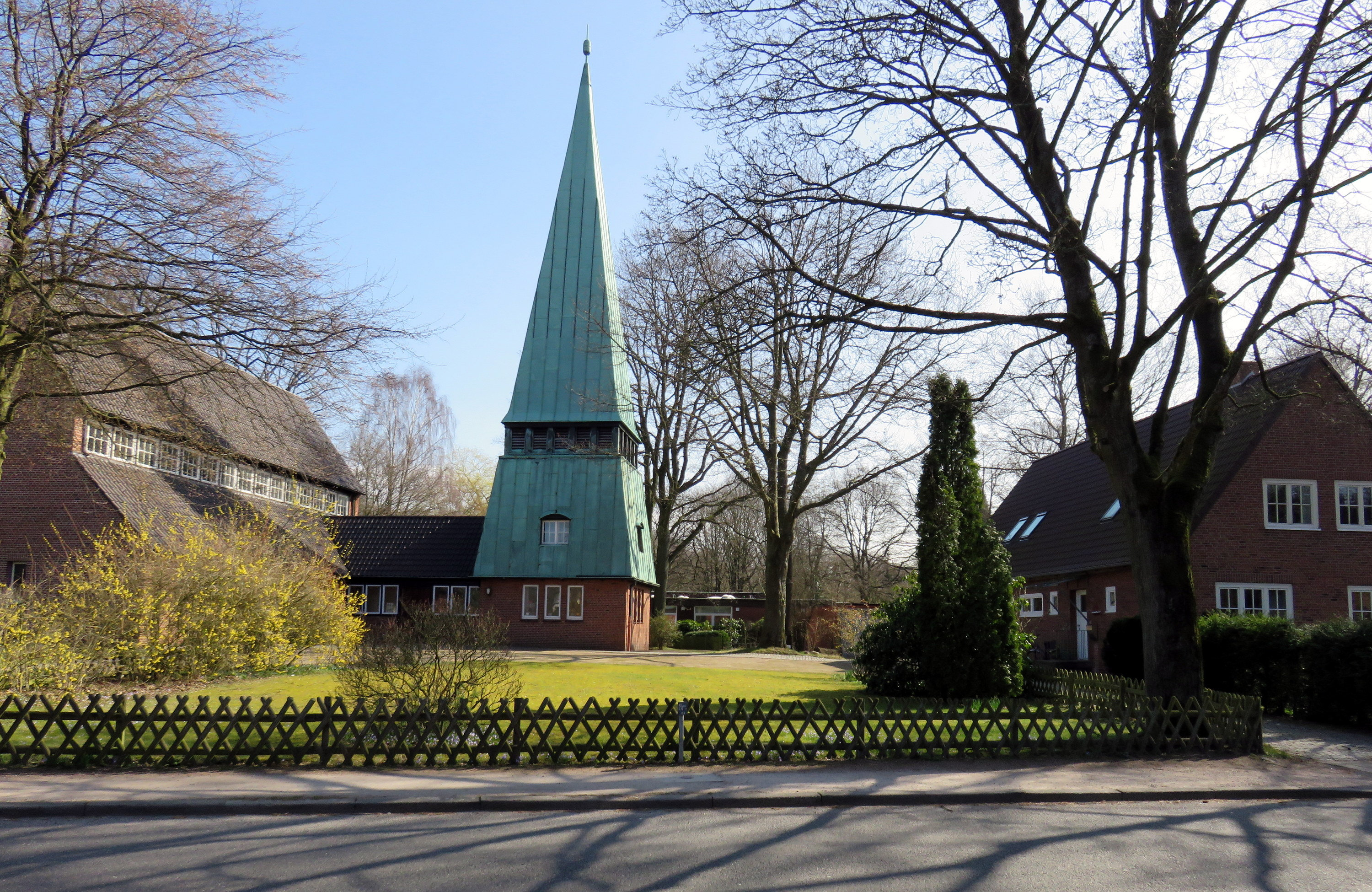
Kirche mit Gemeindehaus und Pastorat

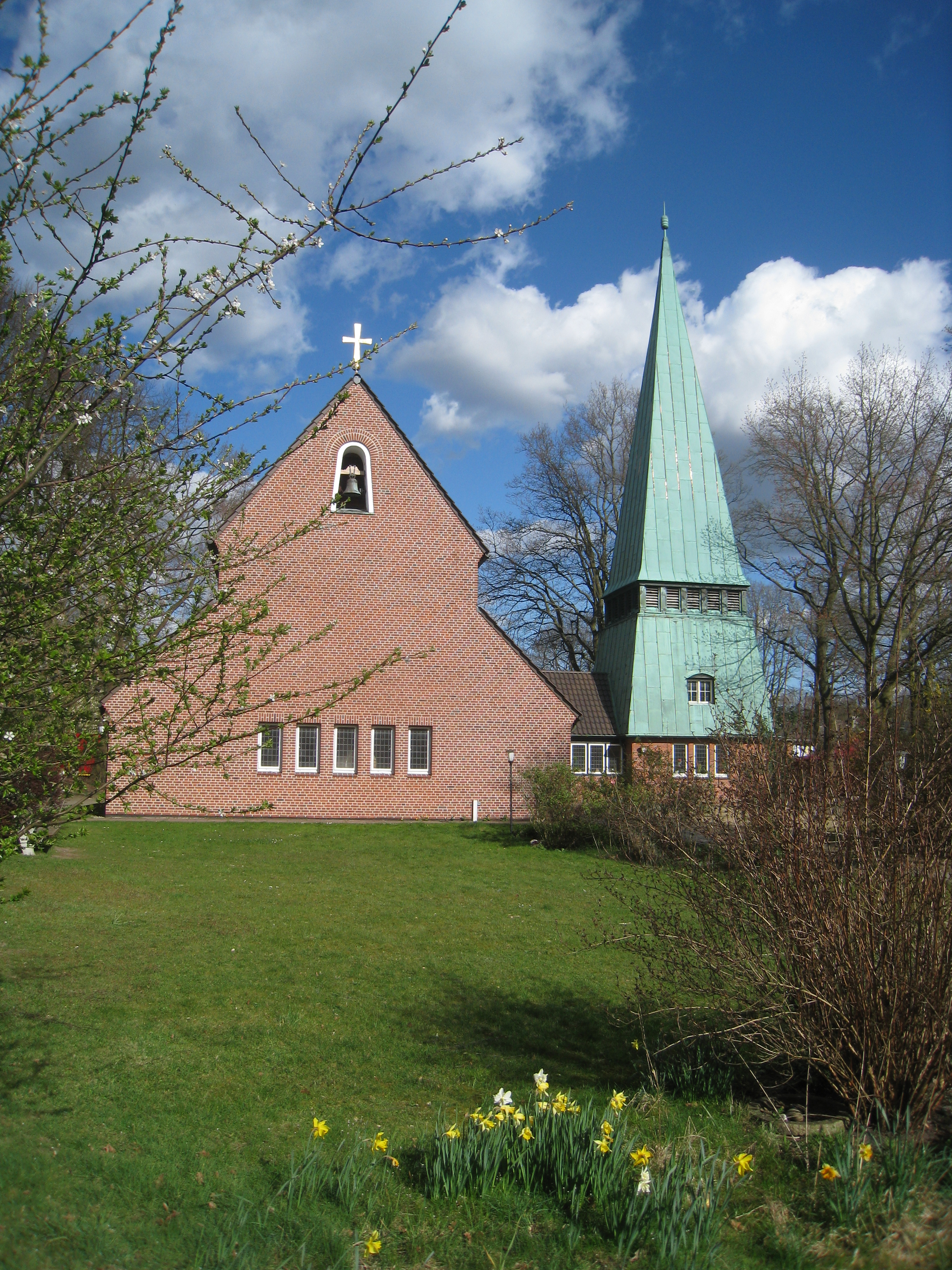
Westseite des Kirchenschiffs und Turm

Die evangelisch-lutherische Christophorus-Kirche in Hamburg-Hummelsbüttel, Poppenbüttler Stieg 27 / Hummelsbütteler Weg, gehört zu den Hamburger Kirchenbauten, die nach dem Zweiten Weltkrieg in den frühen 1950er-Jahren noch mit wenig Mitteln errichtet wurden, und steht unter Denkmalschutz.

## Bau der Kirche
Bereits mit der Grundsteinlegung am 31. August 1952 entschied man sich den Namen des heiligen Christophorus für die Kirche zu verwenden. Das Richtfest feierte man bereits am 10. Oktober 1952. Von Ende 1952 bis Mitte 1953 baute man zunächst das Kirchenschiff, das am 9. August 1953 eingeweiht wurde. In seine Westseite ist ein Konfirmandensaal integriert, über dem die Orgelempore liegt. Einige Nebenräume ergänzen das Gebäude, bei Bedarf können Konfirmandensaal und Nebenräume mit dem Gottesdienstraum verbunden werden. Der Hauptraum mit seinen 150 Sitzplätzen ist nahezu quadratisch, bei der Anordnung der Bänke verzichtete man auf einen Mittelgang. Durch Konfirmandensaal, Vorräume und Altarraum wird das Gebäude als Ganzes rechteckig. Der 26 m hohe kupfergedeckte, von 1954 bis 1955 erbaute Turm ist über einen geschlossenen Gang mit dem Kirchenschiff verbunden.
Seit 1980 ist der Kirchenvorplatz in der heutigen Form mit Granitsteinen und Grandflächen befestigt.
Architekten von Kirche und Turm waren Bernhard Hopp und Rudolf Jäger.
1967 wurde das benachbarte evangelisch-lutherische Alten- und Pflegeheim „Christophorus Haus“ eingeweiht.

## Innenausstattung
Die Ausstattung rund um den Altar schuf Fritz Fleer 1953 aus Bronze. Über dem Altar hängt das Kruzifix frei an Ketten von der Decke, auf dem Altar befinden sich zwei Leuchter und eine Reliefdarstellung des Emmausmahls. Kanzel und Taufe aus Holz kamen erst 1956 in die Kirche, die Intarsien ergänzte Maria Pirwitz 1960, sie wurden 1971 renoviert und teilweise verändert. Teile der silbernen Ausstattung wie Taufschale und Abendmahlskanne fertigten W. und H. Traxel bereits 1950. Der bronzene Osterleuchter stammt ebenfalls von Fleer und ergänzt die Ausstattung seit 1969.
An Nord- und Südwand des Kirchenschiffs hängen seit 1961 bronzene Kerzenleuchter, die Wände zeigen im oberen Bereich auf ganzer Länge ein Relief der Bibelsprüche „Herr, ich habe lieb die Stätte deines Hauses und den Ort da deine Ehre wohnet“ (Nordwand) und „Wir haben hier keine bleibende Statt, sondern die zukünftige suchen wir“ (Südwand).

## Glocken
Die Kirche hat insgesamt fünf Bronzeglocken im Turm. Am 27. Februar 1957 wurden von der Gießerei Rincker vier Glocken gegossen und als Advents-, Oster-, Weihnachts- und Pfingstglocke am Ostersonntag geweiht. Am 30. Oktober des gleichen Jahres folgt die größte Glocke, die am 10. November als Ewigkeitsglocke geweiht wird.
Zusätzlich gibt es eine kleine Gebetsglocke (Vaterunserglocke) mit dem Schlagton a'' im Westgiebel des Kirchenschiffs. Sie wurde im 14. Jahrhundert gegossen und stammt ursprünglich aus Steinborn in Schlesien.
| Glocke | Name                             | Durchmesser | Masse  | Schlagton | Inschrift                                                                              |
| ------ | -------------------------------- | ----------- | ------ | --------- | -------------------------------------------------------------------------------------- |
| 1      | Jesus Christus / Ewigkeitsglocke | ca. 890 mm  | 451 kg | a′        | "Siehe, ich komme bald!"                                                               |
| 2      | Apostel / Pfingstglocke          | ca. 795 mm  | 304 kg | c″        | "Ich bin Botschafterin an Christi Statt: Lasset euch versöhnen mit Gott!"              |
| 3      | Gabriel / Osterglocke            | ca. 705 mm  | 205 kg | d″        | "Ich bezeuge: Der Herr ist auferstanden, er ist wahrhaftig auferstanden! Hallelujah!"  |
| 4      | Christophorus / Weihnachtsglocke | ca. 625 mm  | 142 kg | e″        | "Ich verkündige: Uns ist ein Kind geboren, und die Herrschaft ist auf seiner Schulter" |
| 5      | Johannes / Adventsglocke         | ca. 540 mm  | 102 kg | g″        | "Ich bin die Stimme eines Predigers: In der Wüste richtet den Weg des Herrn!"          |

## Orgel

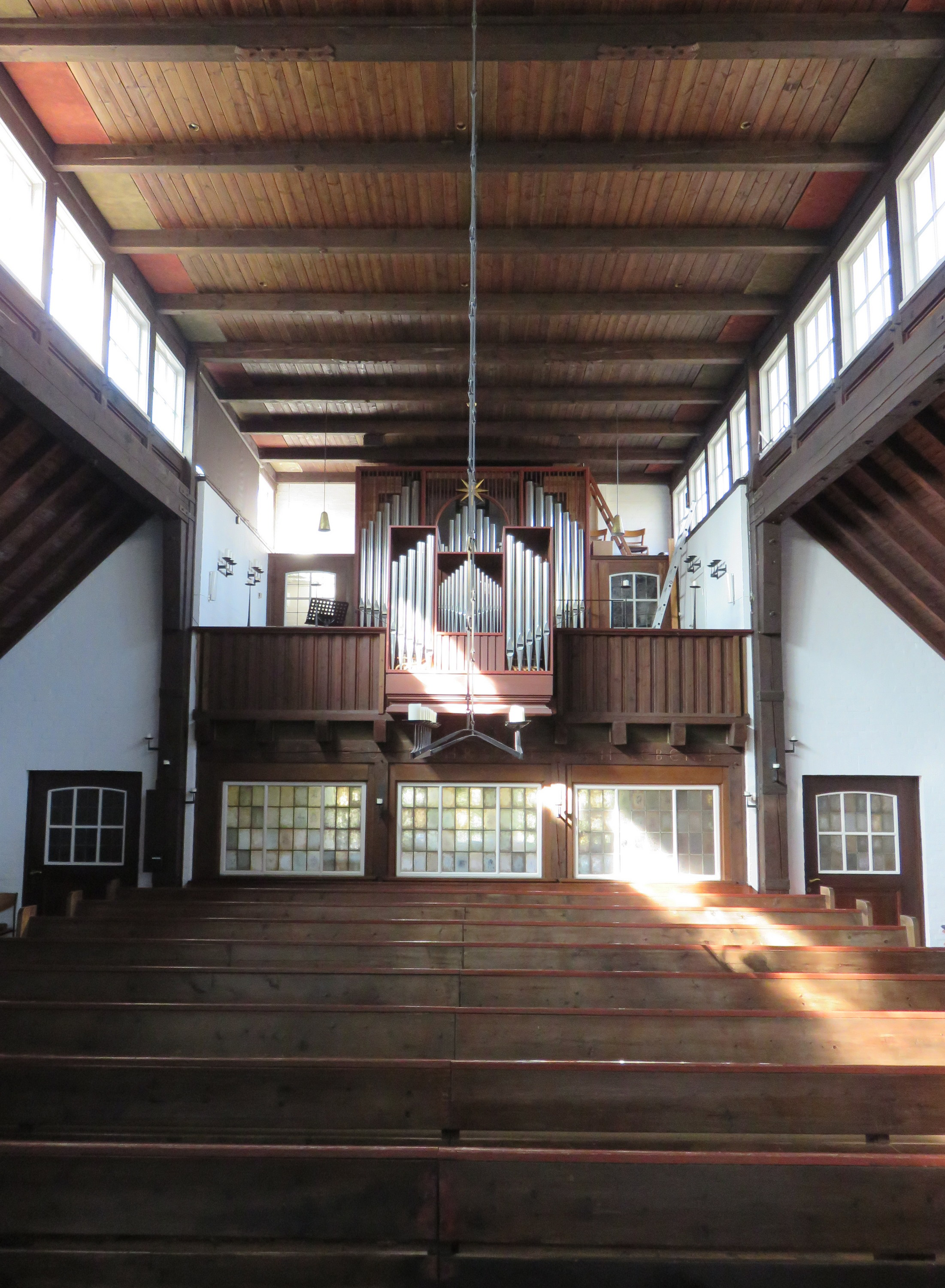
Innenraum, Blick zur Orgelempore

Seit 1956 besitzt die Kirche eine Orgel aus der Werkstatt von Ernst Brandt, die 2000 durch Orgelbau Erbslöh renoviert wurde. Ihre Disposition lautet:
| I Hauptwerk C– |               |       |
| 1.             | Rohrflöte     | 8′    |
| 2.             | Prinzipal     | 8′    |
| 3.             | Spitzflöte    | 4′    |
| 4.             | Nasat         | 2 ⁄3′ |
| 5.             | Oktav         | 2′    |
| 6.             | Mixtur IV-VI  | 1′    |
| 7.             | Trichterregal | 8′    |

| II Rückpositiv C– |                 |       |
| 8.                | Gedackt         | 8′    |
| 9.                | Rohrflöte       | 4′    |
| 10.               | Prinzipal       | 2′    |
| 11.               | Quinte          | 1 ⁄3′ |
| 12.               | Sesquialtera II |       |
| 13.               | Scharff III     | 1⁄3′  |
| 14.               | Krummhorn       | 8′    |

| Pedal C– |              |       |
| 15.      | Untersatz    | 16′   |
| 16.      | Prinzipal    | 8′    |
| 17.      | Oktav        | 4′    |
| 18.      | Nachthorn    | 2′    |
| 19.      | Mixtur IV-VI | 1 ⁄3′ |
| 20.      | Posaune      | 16′   |

- Koppeln: II/I, I/P, II/P
- Zimbelstern

## Galerie

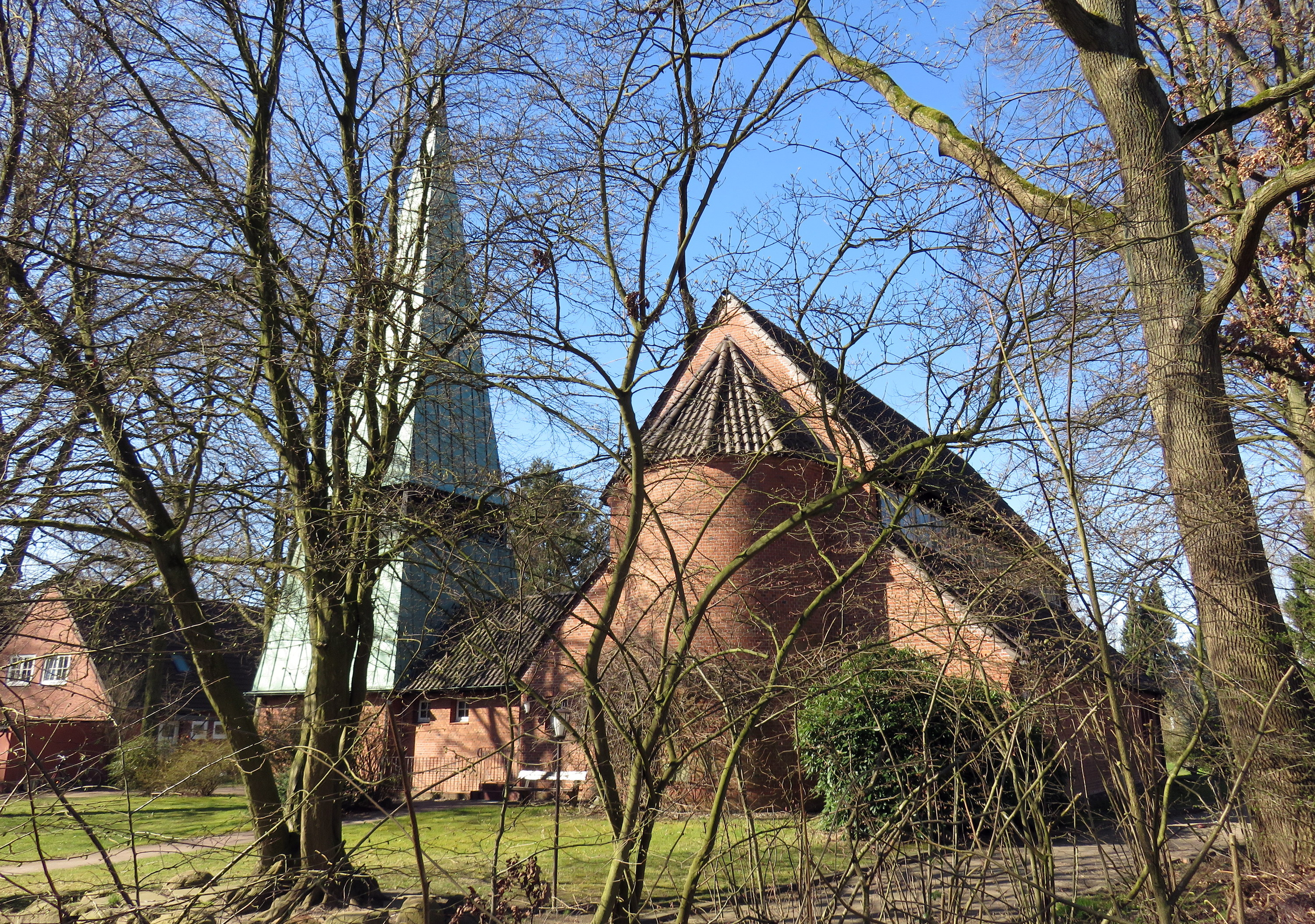
Ansicht von Osten
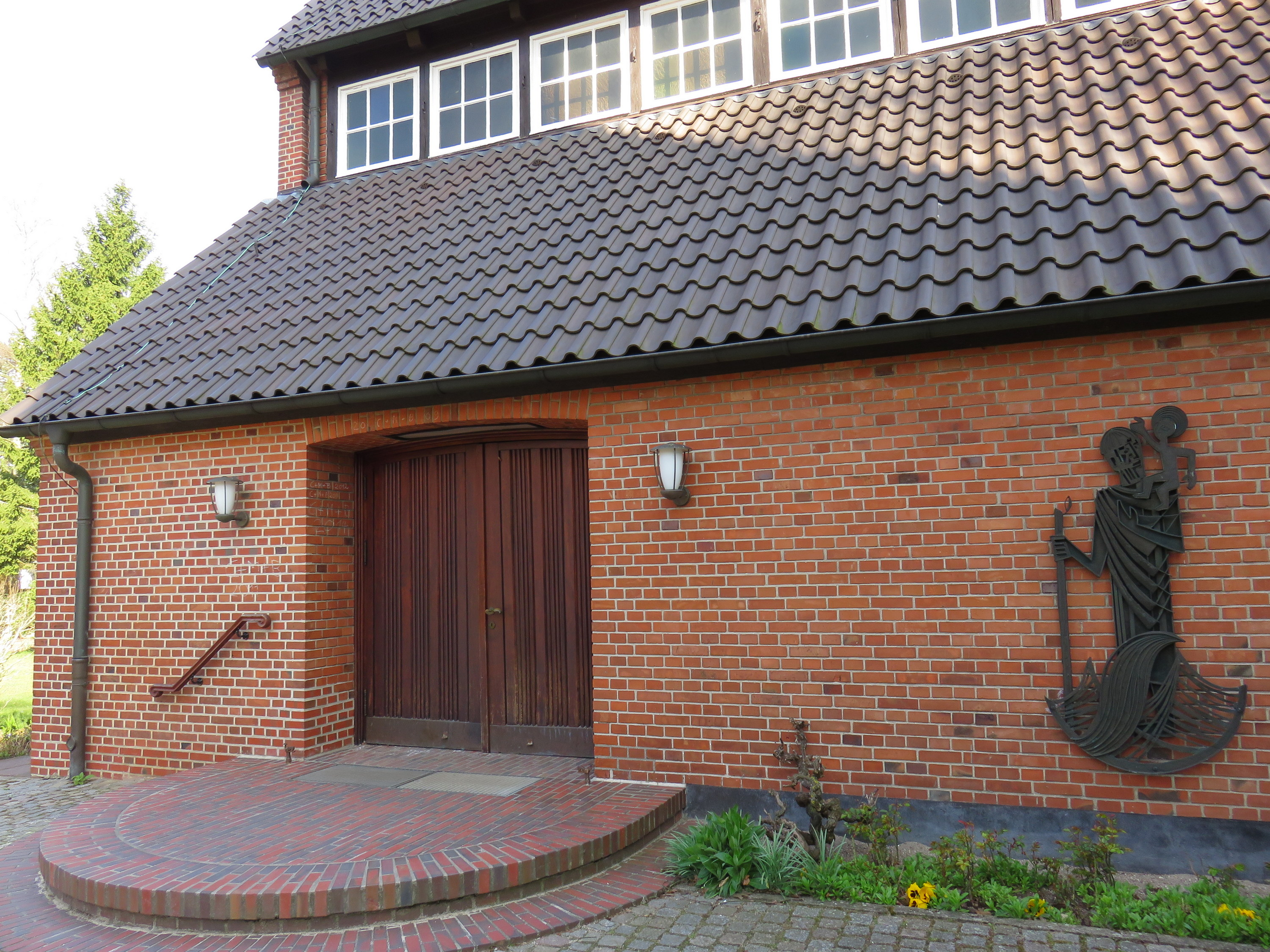
Eingang
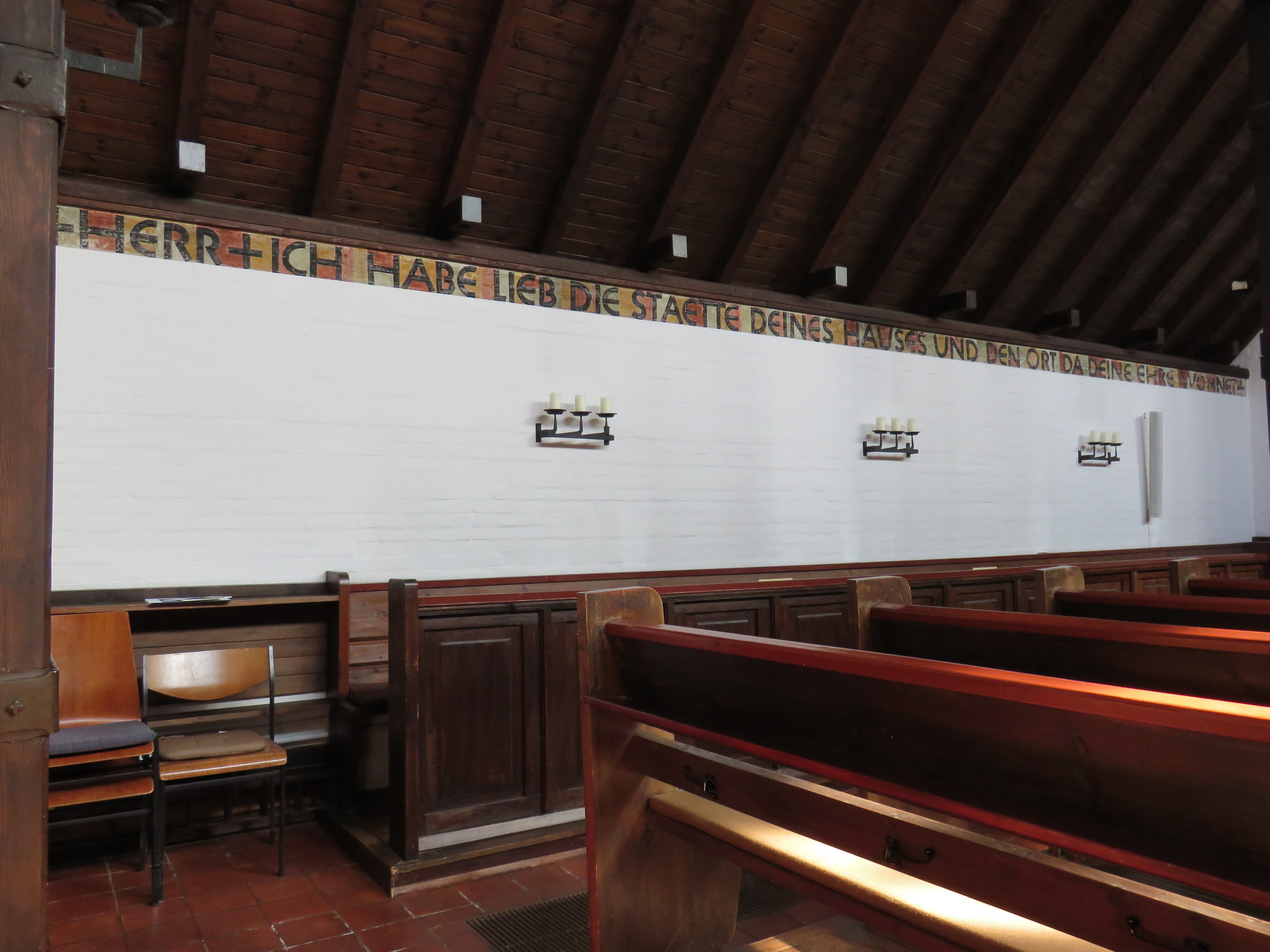
Wandrelief und Kerzenleuchter
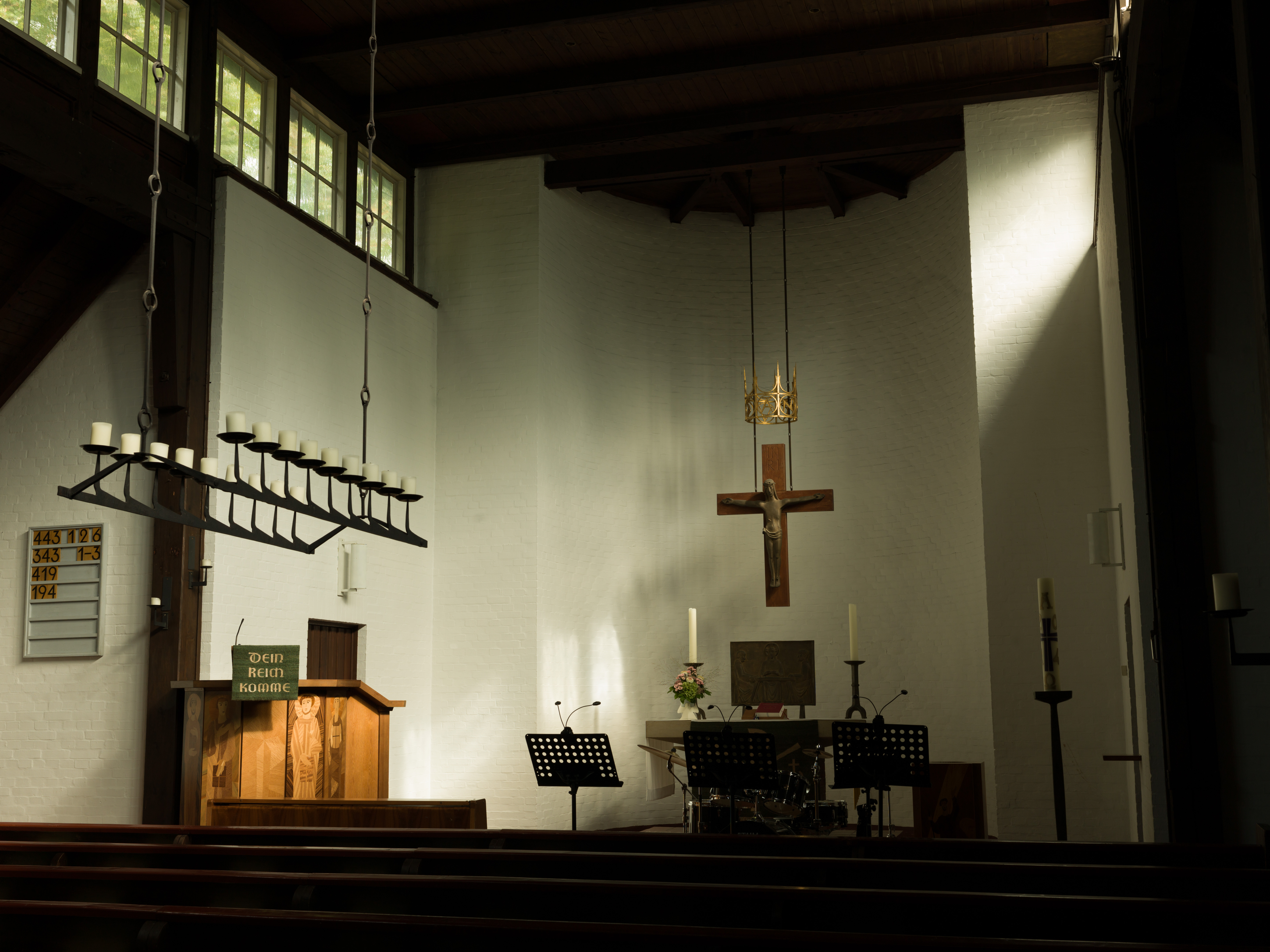
Altarraum
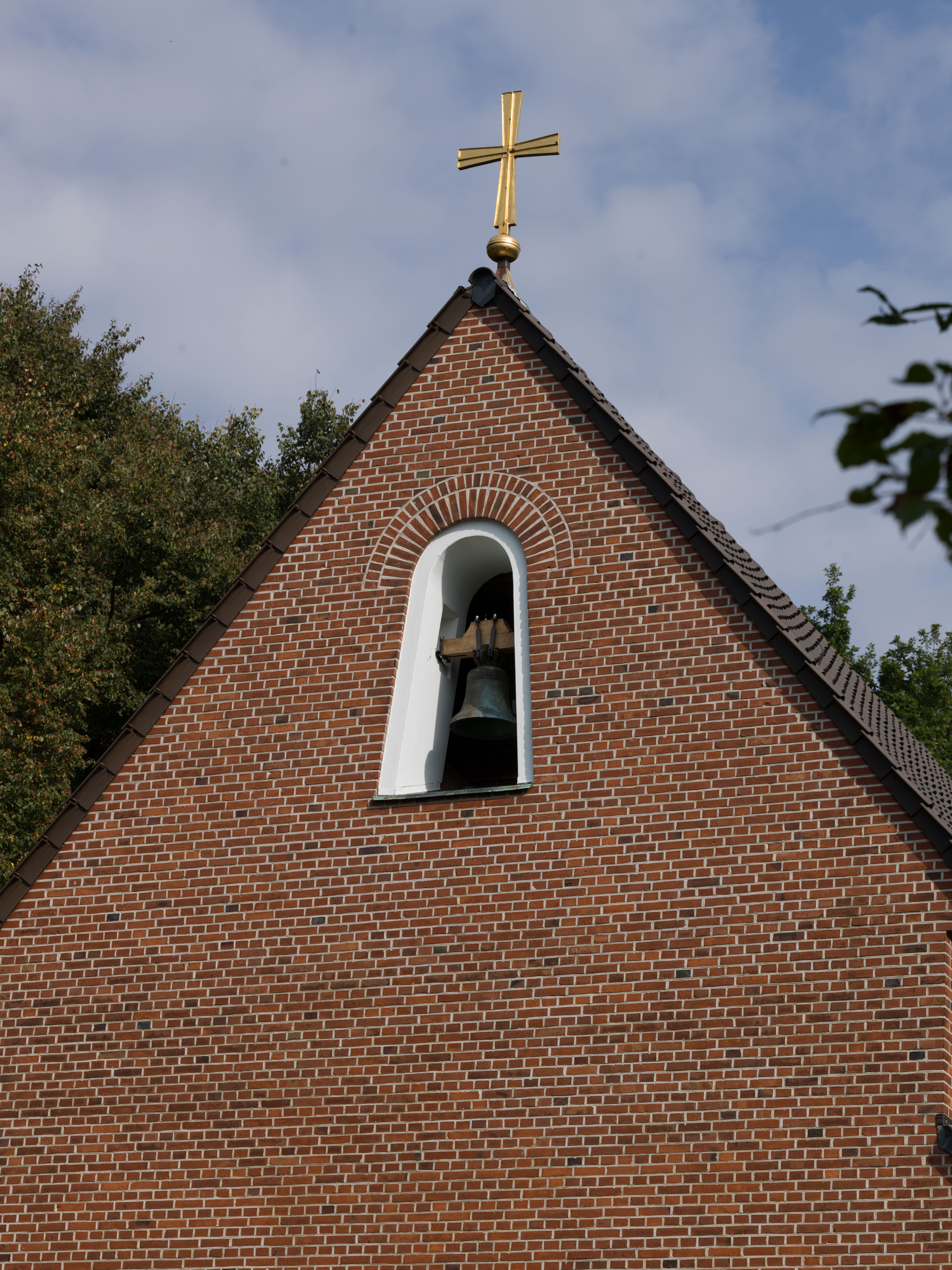
Giebelkreuz
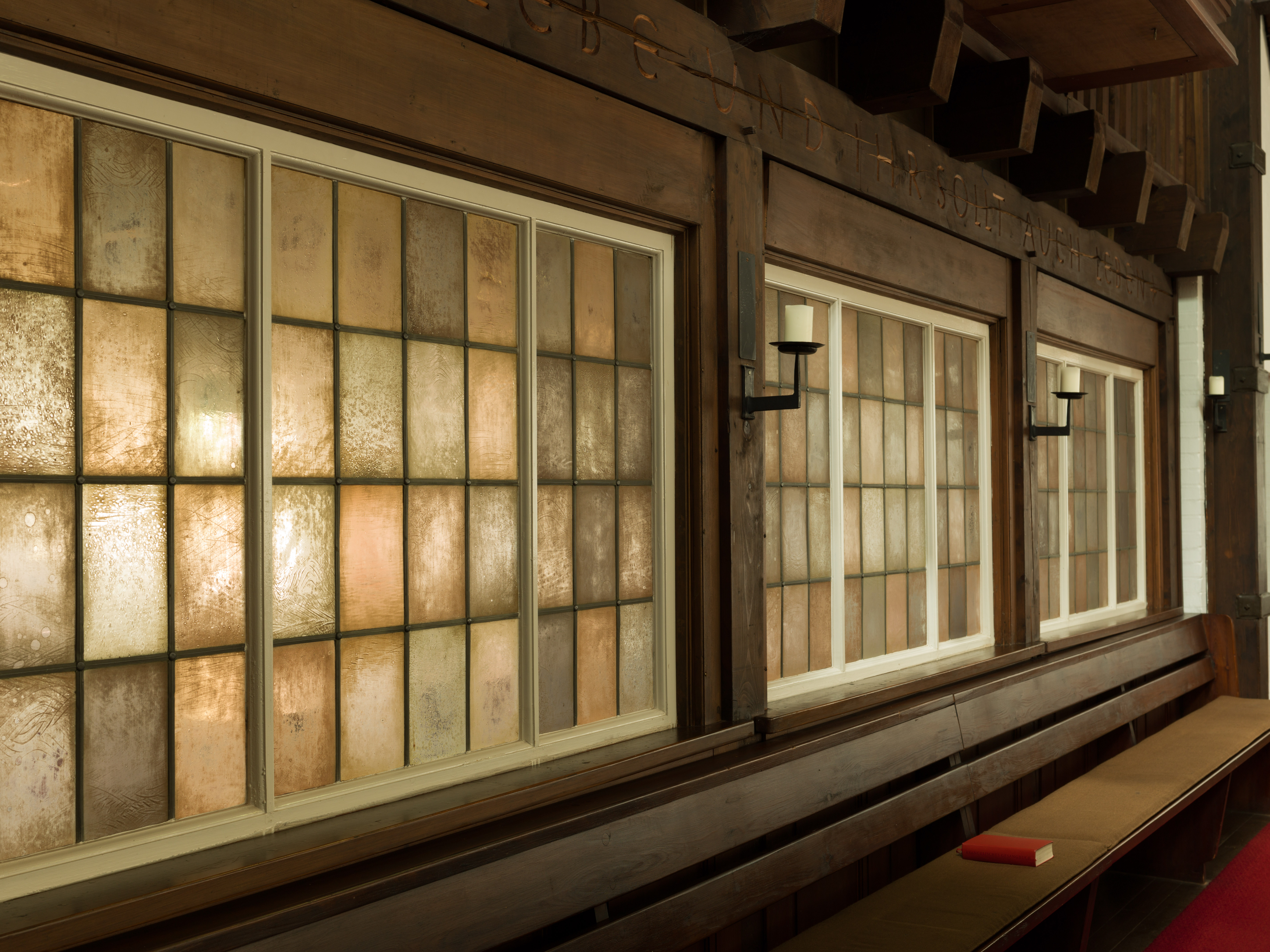
Innenwand